# Jorge Zambra
Jorge Eduardo Zambra Contreras (La Serena, 25 de enero de 1939) es un periodista, profesor, historiador, poeta y dibujante chileno.

## Biografía
Nacido en La Serena en 1939, hijo de Jorge Zambra Naranjo y Fresia Contreras, trabajó cuando joven como ayudante, del prolífico arqueólogo Jorge Iribarren Charlin.
Estudia y se recibe como periodista, y luego también se recibe en la Universidad Técnica del Estado como profesor de castellano.
Ha realizado labores como periodista en los diarios El Serenese, El Día, La Prensa y La Tercera. En el ámbito patrimonial recibió el rescate por parte de trabajadores de Guacolda de piezas que conformaban el "enterratorio incaico de Isla Guacolda" en Huasco, después de su saqueo y destrucción.
Conoció y recibió importantes consejos de Gabriela Mistral y Pablo de Rokha.
En 1962, fundó en la región de Coquimbo, la agrupación artística vanguardista "Los desencantados".
En 1968 ya estaba radicado en Vallenar, donde ejerce en el cargo de director del diario La Prensa y luego de El Huasco. En esta ciudad fue uno de los impulsores del movimiento literario de esa época, integrando el Grupo literario Paitanás. Ya en 1978 fue uno de los socios fundadores de la Sociedad de Escritores de Atacama. Después de algún tiempo en Vallenar se dedica al periodismo radial.

## Libros
- 1963 - Huésped del alba (poemas)
- El disc-jockey (novela corta, ganadora de un primer premio)
- Retrato literario de una provincia (ensayo, premiado)
- 1982 - Las calles de Vallenar (investigación, iniciativa del Club Deportivo y Cultural El Algarrobo. Coautores Kabur Flores, Alfonso Sanguinetti Mulet, Francisco Ríos Cortés y Luis Hormazábal Godoy).[6]
- 1997 - Poemas del desierto Florido
- 1999 - Gabriela en el Huasco (ensayo, premiado)
- 2001 - Los nombres del Huasco (toponimia huasquina)[7]
- 2010 - La casa viva
- 2019 - "Huasco Esencial” auspicio de Nueva Unión

## Publicaciones en antologías
Ha sido incluido en las siguientes antologías.
- 1956 - Quince plumas
- 1956 - Poetas del Elqui al Limarí
- 1966 - Antología de la poesía nortina (de Mario Bahamonde Silva)
- 2008 - Revistando Chile: identidades, mitos e historias (microantología de cuatro números de la revista Orfeo)
- 2008 - El burro y el diablo[8]

## Premios
- 1955 - Torneo literario Ateneo (primer premio, José Victorino Lastarria)
- 1963 - Concurso provincial de poesía (primer premio, La Serena)
- Primer encuentro de escritores del norte (mención, Arica)
- 1969 - Concurso zonal de novela breve (primer premio)
- 1978 - Premio en poesía en el Festival de la Aceituna (Huasco Bajo)
- 1980 - Premio en poesía en el Festival de la Aceituna (Huasco Bajo)
- 1985 - Medalla Ambrosio O'Higgins (Municipalidad de Vallenar)
- 2000 - Premio sociedad Gabriel Mistral (Södertälje, Suecia)
- 2000 - Premio provincia del Huasco (por trayectoria literaria, Copiapó)
- 2008 - Premio Juan Godoy Rivera (Municipalidad de Andacollo)
- 2012 - Medalla Luciano Morales Bravo (radio Estrella del norte)

## Homenaje en vida
Una calle de la ciudad de la Serena perpetua su nombre.